# Cantiers
Cantiers – miejscowość i dawna gmina we Francji, w regionie Normandia, w departamencie Eure. W 2013 roku jej populacja wynosiła 235 mieszkańców. 
W dniu 1 stycznia 2016 roku z połączenia 14 ówczesnych gmin – Berthenonville, Bus-Saint-Rémy, Cahaignes, Cantiers, Civières, Dampsmesnil, Écos, Fontenay-en-Vexin, Forêt-la-Folie, Fourges, Fours-en-Vexin, Guitry, Panilleuse oraz Tourny – utworzono nową gminę Vexin-sur-Epte. Siedzibą gminy została miejscowość Écos. 